# Mission to Mars
Mission to Mars er en amerikansk science fiction-film fra 2000, instrueret af Brian De Palma og delvist baseret på en Disney-forlystelse af samme navn. Filmen har Gary Sinise, Tim Robbins, Connie Nielsen og Don Cheadle i hovedrollerne.

## Medvirkende
- Gary Sinise
- Tim Robbins
- Jerry O'Connell
- Don Cheadle
- Kim Delaney
- Armin Mueller-Stahl
- Elise Neal
- Connie Nielsen
- Marilyn Norry
- Peter Outerbridge
- Kavan Smith

## Ekstern henvisning
- Mission to Mars på Internet Movie Database (engelsk)
- Mission to Mars på Filmdatabasen
- Mission to Mars på Scope
- Mission to Mars i Svensk Filmdatabas (svensk)
- Mission to Mars på AlloCiné (fransk)
- Mission to Mars på MovieMeter (nederlandsk)
- Mission to Mars på AllMovie (engelsk)
- Mission to Mars hos American Film Institute (engelsk)
- Mission to Mars på Turner Classic Movies (engelsk)
- Mission to Mars på The Movie Database (engelsk)

1. ↑  Navnet er anført på svensk og stammer fra Wikidata hvor navnet endnu ikke findes på dansk.
2. ↑  Navnet er anført på engelsk og stammer fra Wikidata hvor navnet endnu ikke findes på dansk.